# Seznam památných stromů v okrese Šumperk
Toto je seznam památných stromů v okrese Šumperk, v němž jsou uvedeny památné stromy na území okresu Šumperk.
| Název                                               | Obrázek                                                                     | Umístění                                                            | Druh                                            | Obvod [v cm] | Kód wikidata     | Galerie                                                           | Poznámka |
| --------------------------------------------------- | --------------------------------------------------------------------------- | ------------------------------------------------------------------- | ----------------------------------------------- | --- | ---------------- | ----------------------------------------------------------------- | --- |
| Lípa u Pohlů †                                      |                                                                             | Bedřichov u Oskavy 49°56′25″ s. š., 17°9′36″ v. d.                  | lípa srdčitá                                    | 415 | 100081           |                                                                   | Na severním okraji Bedřichova, asi 50 m severně od mostu přes řeku Oskavu, poblíž domu čp. 21                                                                     |
| Rabštejnský buk                                     |                                                                             | Bedřichov u Oskavy 49°57′9″ s. š., 17°8′57″ v. d.                   | buk lesní                                       | 405 | 105837 Q26790412 | Kategorie „Rabštejnský buk“ na Wikimedia Commons                  | Na okraji lesního porostu cca 30 m SSV od Rabštejnské myslivny |
| Babyka u kostela †                                  |                                                                             | Bludov 49°56′41″ s. š., 16°55′31″ v. d.                             | javor babyka                                    | 400 | 100088 Q26783601 |                                                                   | V obci na návsi v zahradě u kostela. Ochrana památného stromu byla zrušena 24. dubna 2019                                                                         |
| Bludovská lípa (zámecká)                            |                                                                             | Bludov 49°56′27″ s. š., 16°55′42″ v. d.                             | lípa velkolistá                                 | 700 | 100114 Q26783653 |                                                                   | Před zámkem na křižovatce místních komunikací |
| Dub u kostela †                                     |                                                                             | Bludov 49°56′40″ s. š., 16°55′32″ v. d.                             | dub letní                                       | 462 | 100113           |                                                                   | V obci na jižní straně u kostela |
| Duby v Gryngleti                                    |                                                                             | Bludov 49°56′24″ s. š., 16°56′7″ v. d.                              | dub letní (2)                                   | & Chyba ve výrazu: Neočekávaný operátor / Chyba ve výrazu: Neočekávaný operátor / Chyba ve výrazu: Neočekávaný operátor / Chyba ve výrazu: Neočekávaný operátor / Chyba ve výrazu: Neočekávaný operátor / Chyba ve výrazu: Neočekávaný operátor / Chyba ve výrazu: Neočekávaný operátor / Chyba ve výrazu: Neočekávaný operátor / Chyba ve výrazu: Neočekávaný operátor / Chyba ve výrazu: Neočekávaný operátor / Chyba ve výrazu: Neočekávaný operátor / Chyba ve výrazu: Neočekávaný operátor / Chyba ve výrazu: Neočekávaný operátor / Chyba ve výrazu: Neočekávaný operátor / Chyba ve výrazu: Neočekávaný operátor / -1.0000-0 | 100077 Q26779777 |                                                                   | v parku za ZD poblíž bývalého kravína |
| Památné stromy v zámeckém parku                     |                                                                             | Bludov 49°56′23″ s. š., 16°55′50″ v. d.                             | dub letní (2) buk lesní (1) lípa velkolistá (2) | & Chyba ve výrazu: Neočekávaný operátor / Chyba ve výrazu: Neočekávaný operátor / Chyba ve výrazu: Neočekávaný operátor / Chyba ve výrazu: Neočekávaný operátor / Chyba ve výrazu: Neočekávaný operátor / Chyba ve výrazu: Neočekávaný operátor / Chyba ve výrazu: Neočekávaný operátor / Chyba ve výrazu: Neočekávaný operátor / Chyba ve výrazu: Neočekávaný operátor / Chyba ve výrazu: Neočekávaný operátor / Chyba ve výrazu: Neočekávaný operátor / Chyba ve výrazu: Neočekávaný operátor / Chyba ve výrazu: Neočekávaný operátor / Chyba ve výrazu: Neočekávaný operátor / Chyba ve výrazu: Neočekávaný operátor / -1.0000-0 | 100080 Q26779780 |                                                                   | V zámeckém parku; obvod kmenů od 406 cm do 572 cm |
| Alej u hřbitova                                     | Alej u hřbitova                                                             | Branná u Šumperka 50°9′22″ s. š., 17°0′52″ v. d.                    | buk lesní (2) javor klen (4)                    | & Chyba ve výrazu: Neočekávaný operátor / Chyba ve výrazu: Neočekávaný operátor / Chyba ve výrazu: Neočekávaný operátor / Chyba ve výrazu: Neočekávaný operátor / Chyba ve výrazu: Neočekávaný operátor / Chyba ve výrazu: Neočekávaný operátor / Chyba ve výrazu: Neočekávaný operátor / Chyba ve výrazu: Neočekávaný operátor / Chyba ve výrazu: Neočekávaný operátor / Chyba ve výrazu: Neočekávaný operátor / Chyba ve výrazu: Neočekávaný operátor / Chyba ve výrazu: Neočekávaný operátor / Chyba ve výrazu: Neočekávaný operátor / Chyba ve výrazu: Neočekávaný operátor / Chyba ve výrazu: Neočekávaný operátor / -1.0000-0 | 105174 Q26791066 |                                                                   | U silnice z Branné na Ostružní; obvod kmenů od 315 cm do 471 cm                                                                                                   |
| Buk v Branné †                                      |                                                                             | Branná u Šumperka 50°9′26″ s. š., 17°0′47″ v. d.                    | buk lesní                                       | 410 | 100111           |                                                                   | jižně od plovárny u rekreační chalupy |
| Lípa v Předním Alojsově                             | Lípa v Předním Alojzově                                                     | Branná u Šumperka 50°9′3″ s. š., 17°1′20″ v. d.                     | lípa velkolistá                                 | 401 | 100105 Q26783636 |                                                                   | Na severním okraji osady Přední Aloisov proti rekreační chalupě                                                                                                   |
| Pollnerova hrušeň                                   |                                                                             | Bratrušov 50°0′30″ s. š., 16°56′23″ v. d.                           | hrušeň planá                                    | 370 | 105770 Q26790352 |                                                                   | Západně od zastavěné části obce u polní cesty na Bohdíkov |
| Fetkova lípa                                        | Fetkova lípa                                                                | Dolní Bohdíkov 50°1′14″ s. š., 16°53′53″ v. d.                      | lípa velkolistá                                 | 430 | 100112 Q26783649 | Kategorie „Fetkova lípa, Bohdíkov“ na Wikimedia Commons           | V obci před domem čp.22 |
| Divišova lípa                                       |                                                                             | Horní Temenice 49°59′59″ s. š., 16°55′40″ v. d.                     | lípa velkolistá                                 | 304 | 106418           |                                                                   | U hospodářského stavení na horním okraji zástavby Horní Temenice.                                                                                                 |
| Lípa Johanna II. z Lichtenštejna "Johanka"          | Památná lípa Johanna II. z Lichtenštejna zvaná Johanka v Dolní Temenici     | Dolní Temenice 49°58′22″ s. š., 16°57′53″ v. d.                     | lípa srdčitá                                    | 386 | 105713 Q26790255 | Kategorie „Lípa Johanna II. z Lichtenštejna“ na Wikimedia Commons | V ulici Zemědělská v parčíku před hlavní budovou Střední odborné školy                                                                                            |
| Lípa u Opravilů                                     |                                                                             | Drozdov                                                             | lípa velkolistá                                 | 417 | 106063 Q26790676 |                                                                   | V obci na jižní hranici na nádvoří zemědělské usedlosti čp. 44 |
| Vachutkův dub                                       |                                                                             | Dubicko 49°49′42″ s. š., 16°58′31″ v. d.                            | dub letní                                       | 465 | 100102 Q26783622 |                                                                   | Za obcí na mezi za fotbalovým hřištěm |
| Habartická lípa                                     |                                                                             | Habartice u Jindřichova 50°6′31″ s. š., 16°56′59″ v. d.             | lípa velkolistá                                 | 696 | 100109 Q26783643 |                                                                   | poblíž školy |
| Lípa u Hanušovic †                                  |                                                                             | Hanušovice                                                          | lípa velkolistá                                 | 410 | 100107           |                                                                   | Na pravém břehu řeky Moravy u silnice Hanušovice-Ruda n/M., poblíž závodu Zetor                                                                                   |
| Lípa u Hanušovic †                                  |                                                                             | Hanušovice                                                          | lípa velkolistá                                 | 407 | 100108           |                                                                   | U silnice Hanušovice-Ruda n/M., na břehu Moravy |
| Lípa v Potůčníku                                    | Lípa v Potůčníku                                                            | Hanušovice 50°4′41″ s. š., 16°57′28″ v. d.                          | lípa velkolistá                                 | 385 | 100106 Q26783639 |                                                                   | HanušovicePotučník, u st.silnice Hanušovice Jindřichov, u továrny Moravolen u tírny                                                                               |
| Liliovník u staré školy                             |                                                                             | Horní Libina 49°52′42″ s. š., 17°4′55″ v. d.                        | liliovník tulipánokvětý                         | 326 | 100072 Q26783568 |                                                                   | V předzahrádce u školní družiny v centru obce |
| Dub za Minářovým                                    |                                                                             | Horní Studénky 49°56′52″ s. š., 16°48′53″ v. d.                     | dub letní                                       | 415 | 100101 Q26783617 |                                                                   | V poli za usedlostí severně od kóty 497 |
| Lípa u kapličky Sv. Linharta                        |                                                                             | Horní Studénky 49°57′26″ s. š., 16°48′2″ v. d.                      | lípa velkolistá                                 | 395 | 100100 Q26783613 |                                                                   | Na okraji obce u kapličky v poli u staré cesty na Štíty |
| Nevoralova lípa                                     |                                                                             | Chrastice 50°8′16″ s. š., 16°55′55″ v. d.                           | lípa velkolistá                                 | 718 | 100110 Q26783645 |                                                                   | V sousedsrtví obytného domu čp. 14 a zimní zahrady na prudkém svahu nad starou suchou zídkou                                                                      |
| Lípa u Balcárků                                     |                                                                             | Klášterec 49°57′17″ s. š., 16°51′56″ v. d.                          | lípa velkolistá                                 | 618 | 100099 Q26783610 | Kategorie „Lípa u Balcárků“ na Wikimedia Commons                  | Na pravé straně silnice Zábřeh-Olšany za můstkem. V minulosti poškozeny kotevní kořeny stromu při budování kanalizace a vodovodní přípojky. V roce 2002 oplocena. |
| Dub pod Skalkou                                     |                                                                             | Klopina 49°49′19″ s. š., 17°1′54″ v. d.                             | dub letní                                       | 437 | 105378 Q26789823 |                                                                   | Na okraji lesního porostu v blízkosti obslužné cesty cca 1 km severovýchodně od vepřína, v lokalitě "Pod Skalkou" pod mysliveckou chatou, místní název "U dubů"   |
| Lipová alej v Kopřivné †                            |                                                                             | Kopřivná                                                            | lípa malolistá (10)                             | & Chyba ve výrazu: Neočekávaný operátor / Chyba ve výrazu: Neočekávaný operátor / Chyba ve výrazu: Neočekávaný operátor / Chyba ve výrazu: Neočekávaný operátor / Chyba ve výrazu: Neočekávaný operátor / Chyba ve výrazu: Neočekávaný operátor / Chyba ve výrazu: Neočekávaný operátor / Chyba ve výrazu: Neočekávaný operátor / Chyba ve výrazu: Neočekávaný operátor / Chyba ve výrazu: Neočekávaný operátor / Chyba ve výrazu: Neočekávaný operátor / Chyba ve výrazu: Neočekávaný operátor / Chyba ve výrazu: Neočekávaný operátor / Chyba ve výrazu: Neočekávaný operátor / Chyba ve výrazu: Neočekávaný operátor / -1.0000-0 | 100094           |                                                                   | u kostela v Kopřivné |
| Krchlebská lípa                                     |                                                                             | Krchleby na Moravě 49°49′16″ s. š., 16°50′8″ v. d.                  | lípa srdčitá                                    | 425 | 105377 Q26789821 |                                                                   | V obci ve svahu pod zemědělským družstvem v sadě u místní komunikace naproti čp. 36                                                                               |
| Lípa u zboru                                        |                                                                             | Křivá Voda 50°4′59″ s. š., 16°51′46″ v. d.                          | lípa velkolistá                                 | 503 | 100098 Q26783607 |                                                                   | S od kóty 585 |
| Lípy v Křivé Vodě                                   |                                                                             | Křivá Voda 50°4′33″ s. š., 16°52′36″ v. d.                          | lípa velkolistá (2)                             | & Chyba ve výrazu: Neočekávaný operátor / Chyba ve výrazu: Neočekávaný operátor / Chyba ve výrazu: Neočekávaný operátor / Chyba ve výrazu: Neočekávaný operátor / Chyba ve výrazu: Neočekávaný operátor / Chyba ve výrazu: Neočekávaný operátor / Chyba ve výrazu: Neočekávaný operátor / Chyba ve výrazu: Neočekávaný operátor / Chyba ve výrazu: Neočekávaný operátor / Chyba ve výrazu: Neočekávaný operátor / Chyba ve výrazu: Neočekávaný operátor / Chyba ve výrazu: Neočekávaný operátor / Chyba ve výrazu: Neočekávaný operátor / Chyba ve výrazu: Neočekávaný operátor / Chyba ve výrazu: Neočekávaný operátor / -1.0000-0 | 100095 Q26779773 |                                                                   | Jižně od kravína |
| Lípa v Labi                                         |                                                                             | Labe 50°6′19″ s. š., 17°0′41″ v. d.                                 | lípa velkolistá                                 | 478 | 105594 Q26790170 | Kategorie „Lípa v Labi“ na Wikimedia Commons                      | Hlavní kmen je zetlelý. Korunu tvoří sekundární větve, jsou olámané a prosychají.                                                                                 |
| Památná alej k hrobce Loučenské větve rodiny Kleinů |                                                                             | Loučná nad Desnou 50°4′6″ s. š., 17°5′40″ v. d.                     | lípa velkolistá                                 | & Chyba ve výrazu: Neočekávaný operátor / Chyba ve výrazu: Neočekávaný operátor / Chyba ve výrazu: Neočekávaný operátor / Chyba ve výrazu: Neočekávaný operátor / Chyba ve výrazu: Neočekávaný operátor / Chyba ve výrazu: Neočekávaný operátor / Chyba ve výrazu: Neočekávaný operátor / Chyba ve výrazu: Neočekávaný operátor / Chyba ve výrazu: Neočekávaný operátor / Chyba ve výrazu: Neočekávaný operátor / Chyba ve výrazu: Neočekávaný operátor / Chyba ve výrazu: Neočekávaný operátor / Chyba ve výrazu: Neočekávaný operátor / Chyba ve výrazu: Neočekávaný operátor / Chyba ve výrazu: Neočekávaný operátor / -1.0000-0 | 100083 Q26791043 |                                                                   | Od zámku k hrobce |
| Smrk na Poniklém potoku pod pramenem                |                                                                             | Loučná nad Desnou 50°7′55″ s. š., 17°5′44″ v. d.                    | smrk ztepilý                                    | 391 | 105880 Q26790496 |                                                                   | V lesním porostu při okraji lesní cesty na levobřežním svahu údolí Poniklého potoka v lokalitě Pod pramenem                                                       |
| Zámecká lípa                                        |                                                                             | Loučná nad Desnou 50°4′10″ s. š., 17°5′27″ v. d.                    | lípa malolistá                                  | 730 | 100079 Q26783582 |                                                                   | V zámeckém parku poblíž hlavního vchodu |
| Mladoňovská lípa                                    |                                                                             | Mladoňov u Oskavy 49°55′26″ s. š., 17°5′6″ v. d.                    | lípa velkolistá                                 | 560 | 100086 Q26783597 |                                                                   | U čp. 85 blízko silnice z Nového Malína před příjezdem do obce |
| Jilm horský †                                       |                                                                             | Nové Losiny                                                         | jilm horský                                     | 402 | 104919 Q74843318 |                                                                   | V ohybu cesty od Nových Losin přes zbory v Labi; suchý, grafióza; žádost o zrušení z 24.2.1992                                                                    |
| Lípa malolistá †                                    |                                                                             | Nové Losiny                                                         | lípa malolistá                                  | 422 | 105175 Q74844167 |                                                                   | Pod cestou k Novým Losinám u potůčku; strom zaniklý |
| Lípa malolistá †                                    |                                                                             | Nové Losiny                                                         | lípa malolistá                                  | 455 | 105176 Q75569836 |                                                                   | U potůčku v polesí Františkov; při vichřici rozlomen, zůstal pahýl; žádost o zrušení z 24.2.1992                                                                  |
| Lípa v Nových Losinách                              |                                                                             | Nové Losiny 50°7′ s. š., 17°1′44″ v. d.                             | lípa malolistá                                  | 490 | 100104 Q26783631 | Kategorie „Lípa v Nových Losinách“ na Wikimedia Commons           | Roste v blízkosti staré hasičské zbrojnice. Jde o neobvykle vysoký strom od 7 metrů s rozdvojeným kmenem v úzkém sevření.                                         |
| Smrk na Josefové                                    | Smrk na Josefové                                                            | Nové Losiny 50°8′55″ s. š., 17°3′55″ v. d.                          | smrk ztepilý                                    | 313 | 100103 Q26783626 |                                                                   | Pod hájenkou v Josefové |
| Dub u Malínských mezí                               |                                                                             | Nový Malín 49°57′24″ s. š., 17°2′43″ v. d.                          | dub letní                                       | 445 | 105632 Q26790201 |                                                                   | neuvedena |
| Verebelyho dub                                      |                                                                             | Nový Malín 49°56′52″ s. š., 17°3′14″ v. d.                          | dub letní                                       | & Chyba ve výrazu: Neočekávaný operátor / Chyba ve výrazu: Neočekávaný operátor / Chyba ve výrazu: Neočekávaný operátor / Chyba ve výrazu: Neočekávaný operátor / Chyba ve výrazu: Neočekávaný operátor / Chyba ve výrazu: Neočekávaný operátor / Chyba ve výrazu: Neočekávaný operátor / Chyba ve výrazu: Neočekávaný operátor / Chyba ve výrazu: Neočekávaný operátor / Chyba ve výrazu: Neočekávaný operátor / Chyba ve výrazu: Neočekávaný operátor / Chyba ve výrazu: Neočekávaný operátor / Chyba ve výrazu: Neočekávaný operátor / Chyba ve výrazu: Neočekávaný operátor / Chyba ve výrazu: Neočekávaný operátor / -1.0000-0 | 100073 Q26783572 |                                                                   | Za obcí pod Malínským vrchem |
| Koukalova lípa v Pavlově                            |                                                                             | Pavlov u Loštic 49°44′34″ s. š., 16°52′48″ v. d.                    | lípa malolistá                                  | 555 | 100134 Q26783712 |                                                                   | Na návsi u kostela |
| Lípa u kostela                                      |                                                                             | Podlesí-město 50°4′25″ s. š., 16°51′35″ v. d.                       | lípa velkolistá                                 | 477 | 100132 Q26783706 |                                                                   | u kostela u vchodu na hřbitov |
| Lípa v Podlesí                                      |                                                                             | Podlesí-město 50°4′36″ s. š., 16°51′32″ v. d.                       | lípa velkolistá                                 | 548 | 100133 Q26783708 |                                                                   | Na okraji obce za hřištěm do kopce severně od kravína |
| Urbáškova lípa                                      |                                                                             | Police 49°48′30″ s. š., 17° v. d.                                   | lípa srdčitá                                    | 370 | 105379 Q26789825 |                                                                   | Na jižním okraji obce vlevo od silnice na Úsov, na louce u kaple Nejsvětější Trojice                                                                              |
| Lípa na hřbitově †                                  |                                                                             | Postřelmov                                                          | lípa malolistá                                  | 380 | 104388           |                                                                   | Na hřbitově |
| Lípa u kaple sv. Prokopa                            |                                                                             | Postřelmov 49°54′46″ s. š., 16°54′38″ v. d.                         | lípa velkolistá                                 | 415 | 100129 Q26783694 |                                                                   | U kapličky sv. Prokopa na pravé straně u silnice na Chromec |
| Lípa u kostela                                      |                                                                             | Postřelmov 49°54′23″ s. š., 16°54′40″ v. d.                         | lípa srdčitá                                    | 395 | 100131 Q26783701 |                                                                   | na hřbitově u kostela |
| Topol v kopci †                                     |                                                                             | Postřelmov 49°54′32″ s. š., 16°54′24″ v. d.                         | topol černý                                     | 540 | 100130 Q26783696 |                                                                   | Poblíž pravého břehu Postřelmovského potoka, uvnitř zástavby. Ochrana zrušena 20. listopadu 2024.                                                                 |
| Lípa v Pustých Žibřidovicích                        |                                                                             | Pusté Žibřidovice 50°5′12″ s. š., 16°59′23″ v. d.                   | lípa velkolistá                                 | 522 | 100128 Q26783690 |                                                                   | U domu čp. 121; údajně v roce 1953 ohořel při požáru |
| Jilm u lávky †                                      |                                                                             | Rapotín 49°59′10″ s. š., 17°8′53″ v. d.                             | jilm horský                                     | 319 | 100087           |                                                                   | Na břehu Krenišovského náhonu u křižovatky ulic U Lávky, U Pomněnky a Říční                                                                                       |
| Lípa u Vaňatků – Rudoltice                          |                                                                             | Rudoltice u Sobotína 49°59′18″ s. š., 17°6′58″ v. d.                | lípa obecná                                     | 458 | 105122 Q26789689 |                                                                   | V oboře, levý údolní svah Klepáčovského potoka |
| Lípa v Rudolticích                                  |                                                                             | Rudoltice u Sobotína 49°59′15″ s. š., 17°6′43″ v. d.                | lípa obecná                                     | 485 | 100082 Q26783586 |                                                                   | V obci u hlavní silnice |
| Lípa u Kuběnků                                      |                                                                             | Staré Město pod Králickým Sněžníkem 50°9′38″ s. š., 16°56′50″ v. d. | lípa velkolistá                                 | 370 | 100127 Q26783685 |                                                                   | v centru města poblíž kostela, u čp. 158 |
| Lípy u křížku v Hajmrlově                           |                                                                             | Staré Město pod Králickým Sněžníkem 50°9′49″ s. š., 16°57′56″ v. d. | lípa srdčitá (2)                                | & Chyba ve výrazu: Neočekávaný operátor / Chyba ve výrazu: Neočekávaný operátor / Chyba ve výrazu: Neočekávaný operátor / Chyba ve výrazu: Neočekávaný operátor / Chyba ve výrazu: Neočekávaný operátor / Chyba ve výrazu: Neočekávaný operátor / Chyba ve výrazu: Neočekávaný operátor / Chyba ve výrazu: Neočekávaný operátor / Chyba ve výrazu: Neočekávaný operátor / Chyba ve výrazu: Neočekávaný operátor / Chyba ve výrazu: Neočekávaný operátor / Chyba ve výrazu: Neočekávaný operátor / Chyba ve výrazu: Neočekávaný operátor / Chyba ve výrazu: Neočekávaný operátor / Chyba ve výrazu: Neočekávaný operátor / -1.0000-0 | 100090 Q26779769 |                                                                   | parčík u křížku místní část Hajmrlov |
| Buk u Stavenic †                                    |                                                                             | Stavenice 49°45′37″ s. š., 16°59′45″ v. d.                          | buk lesní                                       | 320 | 100220 Q74842573 |                                                                   | Na okraji lesního porostu 566B7, strom zanikl |
| Lípy u kapličky                                     |                                                                             | Šléglov 50°9′36″ s. š., 16°59′12″ v. d.                             | lípa velkolistá (2)                             | & Chyba ve výrazu: Neočekávaný operátor / Chyba ve výrazu: Neočekávaný operátor / Chyba ve výrazu: Neočekávaný operátor / Chyba ve výrazu: Neočekávaný operátor / Chyba ve výrazu: Neočekávaný operátor / Chyba ve výrazu: Neočekávaný operátor / Chyba ve výrazu: Neočekávaný operátor / Chyba ve výrazu: Neočekávaný operátor / Chyba ve výrazu: Neočekávaný operátor / Chyba ve výrazu: Neočekávaný operátor / Chyba ve výrazu: Neočekávaný operátor / Chyba ve výrazu: Neočekávaný operátor / Chyba ve výrazu: Neočekávaný operátor / Chyba ve výrazu: Neočekávaný operátor / Chyba ve výrazu: Neočekávaný operátor / -1.0000-0 | 100093 Q26779765 |                                                                   | u křížku |
| Lípy v Kronfelzově                                  |                                                                             | Šléglov 50°10′31″ s. š., 17°0′8″ v. d.                              | lípa velkolistá (3)                             | & Chyba ve výrazu: Neočekávaný operátor / Chyba ve výrazu: Neočekávaný operátor / Chyba ve výrazu: Neočekávaný operátor / Chyba ve výrazu: Neočekávaný operátor / Chyba ve výrazu: Neočekávaný operátor / Chyba ve výrazu: Neočekávaný operátor / Chyba ve výrazu: Neočekávaný operátor / Chyba ve výrazu: Neočekávaný operátor / Chyba ve výrazu: Neočekávaný operátor / Chyba ve výrazu: Neočekávaný operátor / Chyba ve výrazu: Neočekávaný operátor / Chyba ve výrazu: Neočekávaný operátor / Chyba ve výrazu: Neočekávaný operátor / Chyba ve výrazu: Neočekávaný operátor / Chyba ve výrazu: Neočekávaný operátor / -1.0000-0 | 100097 Q26779768 |                                                                   | u křížku před osadou Kronfelzov u křížku |
| Buk lesní †                                         |                                                                             | Šumperk                                                             | buk lesní                                       | 380 | 104382           |                                                                   | V zahradě u čp. 75 v ulici Jiřího z Poděbrad |
| Liliovník u Barborky                                | Památný Liliovník u Barborky v zahradě u čp. 7 v šumperské Terezínské ulici | Šumperk 49°58′ s. š., 16°58′35″ v. d.                               | liliovník tulipánokvětý                         | 267 | 100084 Q26783589 |                                                                   | V zahradě u čp. 7 v Terezínské ulici |
| Dub u hřbitova v Třeštině †                         |                                                                             | Třeština                                                            | dub letní                                       | 465 | 100125           |                                                                   | Naproti hřbitovu, vlevo od silnice Třeština-Police |
| Lípy u Božích muk †                                 |                                                                             | Třeština 49°48′17″ s. š., 16°58′9″ v. d.                            | lípa srdčitá                                    | & Chyba ve výrazu: Neočekávaný operátor / Chyba ve výrazu: Neočekávaný operátor / Chyba ve výrazu: Neočekávaný operátor / Chyba ve výrazu: Neočekávaný operátor / Chyba ve výrazu: Neočekávaný operátor / Chyba ve výrazu: Neočekávaný operátor / Chyba ve výrazu: Neočekávaný operátor / Chyba ve výrazu: Neočekávaný operátor / Chyba ve výrazu: Neočekávaný operátor / Chyba ve výrazu: Neočekávaný operátor / Chyba ve výrazu: Neočekávaný operátor / Chyba ve výrazu: Neočekávaný operátor / Chyba ve výrazu: Neočekávaný operátor / Chyba ve výrazu: Neočekávaný operátor / Chyba ve výrazu: Neočekávaný operátor / -1.0000-0 | 100126 Q26779764 |                                                                   | Poblíž obce u silnice u božích muk. Ochrana zrušena 18.03.2025.                                                                                                   |
| Lípy u kapličky v Třeštině †                        |                                                                             | Třeština 49°48′17″ s. š., 16°58′9″ v. d.                            | lípa malolistá (3)                              | & Chyba ve výrazu: Neočekávaný operátor / Chyba ve výrazu: Neočekávaný operátor / Chyba ve výrazu: Neočekávaný operátor / Chyba ve výrazu: Neočekávaný operátor / Chyba ve výrazu: Neočekávaný operátor / Chyba ve výrazu: Neočekávaný operátor / Chyba ve výrazu: Neočekávaný operátor / Chyba ve výrazu: Neočekávaný operátor / Chyba ve výrazu: Neočekávaný operátor / Chyba ve výrazu: Neočekávaný operátor / Chyba ve výrazu: Neočekávaný operátor / Chyba ve výrazu: Neočekávaný operátor / Chyba ve výrazu: Neočekávaný operátor / Chyba ve výrazu: Neočekávaný operátor / Chyba ve výrazu: Neočekávaný operátor / -1.0000-0 | 100096 Q26783603 |                                                                   | Na křižovatce silnic Třeština-Police-Dubicko. Ochrana zrušena 18.03.2025.                                                                                         |
| Dub na návsi (císařský)                             | Dub na návsi (císařský)                                                     | Újezd u Mohelnice 49°45′51″ s. š., 16°54′16″ v. d.                  | dub letní                                       | 580 | 100124 Q26783684 | Kategorie „Císařský dub (Újezd)“ na Wikimedia Commons             | Na návsi u pomníku |
| Opravilova lípa                                     |                                                                             | Václavov u Zábřeha 49°54′26″ s. š., 16°48′47″ v. d.                 | lípa srdčitá                                    | 478 | 105380 Q26789826 |                                                                   | V přírodním parku Březná, cca 1 km západně od obce, vlevo od polní cesty do Drozdova                                                                              |
| Buk u buku †                                        |                                                                             | Velké Losiny 50°3′8″ s. š., 17°4′43″ v. d.                          | buk lesní                                       | 460 | 100078           |                                                                   | V remízku vlevo od silnice Velké Losiny-Loučná nad Desnou před železničním přejezdem                                                                              |
| Popravčí dub                                        |                                                                             | Velké Losiny 50°1′23″ s. š., 17°2′7″ v. d.                          | dub letní                                       | 563 | 100123 Q12046400 |                                                                   | Na louce proti zámku za silnicí; z 24. na 25.2.2007 při silném větru zlomen kmen                                                                                  |
| Lípa u Olšanky                                      |                                                                             | Velké Vrbno 50°11′48″ s. š., 16°59′37″ v. d.                        | lípa srdčitá                                    | 527 | 100122 Q26783680 |                                                                   | Na levém břehu potoka u rekreační chaty Olšanka |
| Lípa u staré školy                                  |                                                                             | Velké Vrbno 50°12′2″ s. š., 16°59′18″ v. d.                         | lípa velkolistá                                 | 459 | 105179 Q26789711 |                                                                   | Nad bývalou školou u křižovatky |
| Lípa u Ztraceného potoka                            |                                                                             | Vernířovice u Sobotína 50°1′57″ s. š., 17°8′16″ v. d.               | lípa malolistá                                  | 843 | 100085 Q26783593 |                                                                   | Mezi cestou a rybníkem |
| Slimáčkova lípa                                     |                                                                             | Vikantice 50°8′ s. š., 16°59′4″ v. d.                               | lípa velkolistá                                 | 486 | 100121 Q26783676 |                                                                   | U rekreační chaty čp. 96 |
| Valíčkova lípa                                      |                                                                             | Vikantice 50°8′17″ s. š., 16°59′51″ v. d.                           | lípa velkolistá                                 | 540 | 100076 Q26783578 |                                                                   | u domu při silnici Vikantice Branná |
| Lípa u polesí u Mizerů                              |                                                                             | Vojtíškov 50°6′5″ s. š., 16°52′17″ v. d.                            | lípa velkolistá                                 | 445 | 100120 Q12034680 |                                                                   | U bývalého polesí |
| Lípa ve statku                                      |                                                                             | Vysoké Žibřidovice 50°7′16″ s. š., 16°55′28″ v. d.                  | lípa velkolistá                                 | 400 | 100119 Q26783669 |                                                                   | v areálu statku |
| Lípy na Cibulce                                     |                                                                             | Vysoké Žibřidovice 50°8′3″ s. š., 16°53′44″ v. d.                   | lípa malolistá (2)                              | & Chyba ve výrazu: Neočekávaný operátor / Chyba ve výrazu: Neočekávaný operátor / Chyba ve výrazu: Neočekávaný operátor / Chyba ve výrazu: Neočekávaný operátor / Chyba ve výrazu: Neočekávaný operátor / Chyba ve výrazu: Neočekávaný operátor / Chyba ve výrazu: Neočekávaný operátor / Chyba ve výrazu: Neočekávaný operátor / Chyba ve výrazu: Neočekávaný operátor / Chyba ve výrazu: Neočekávaný operátor / Chyba ve výrazu: Neočekávaný operátor / Chyba ve výrazu: Neočekávaný operátor / Chyba ve výrazu: Neočekávaný operátor / Chyba ve výrazu: Neočekávaný operátor / Chyba ve výrazu: Neočekávaný operátor / -1.0000-0 | 100091 Q26779775 |                                                                   | u křížku v polích, 300 m ZSZ od kóty 723, bývalá osada Cibulka |
| Štefkova lípa ve Vysokých Žibřidovicích             |                                                                             | Vysoké Žibřidovice 50°7′15″ s. š., 16°55′27″ v. d.                  | lípa velkolistá                                 | 470 | 100118 Q26783667 |                                                                   | v areálu statku |
| Žibřidovická lípa †                                 |                                                                             | Vysoké Žibřidovice                                                  | lípa malolistá                                  | 480 | 104387           |                                                                   | V obci u čp. 54 |
| Lípy ve Vysokém Potoce                              |                                                                             | Vysoký Potok 50°4′37″ s. š., 16°50′25″ v. d.                        | lípa velkolistá (2)                             | & Chyba ve výrazu: Neočekávaný operátor / Chyba ve výrazu: Neočekávaný operátor / Chyba ve výrazu: Neočekávaný operátor / Chyba ve výrazu: Neočekávaný operátor / Chyba ve výrazu: Neočekávaný operátor / Chyba ve výrazu: Neočekávaný operátor / Chyba ve výrazu: Neočekávaný operátor / Chyba ve výrazu: Neočekávaný operátor / Chyba ve výrazu: Neočekávaný operátor / Chyba ve výrazu: Neočekávaný operátor / Chyba ve výrazu: Neočekávaný operátor / Chyba ve výrazu: Neočekávaný operátor / Chyba ve výrazu: Neočekávaný operátor / Chyba ve výrazu: Neočekávaný operátor / Chyba ve výrazu: Neočekávaný operátor / -1.0000-0 | 100089 Q26779771 |                                                                   | u domu čp.26 poblíž silnice do M.Moravy |
| Dub v Zábřehu                                       |                                                                             | Zábřeh na Moravě 49°53′13″ s. š., 16°50′54″ v. d.                   | dub letní                                       | 480 | 100117 Q26783664 |                                                                   | U silnice Zábřeh-Růžové údolí, na kmeni obrázek |
| Kaštanovník v Zábřehu                               |                                                                             | Zábřeh na Moravě 49°53′8″ s. š., 16°52′30″ v. d.                    | kaštanovník jedlý                               | 405 | 100074 Q26783576 |                                                                   | Vlevo nad výpadovkou na Rovensko, na ulici Březinova, asi 200 m severně od křižovatky na Václavov                                                                 |
| Pelikánova lípa                                     |                                                                             | Zábřeh na Moravě                                                    | lípa srdčitá                                    | 449 | 106242 Q73601778 |                                                                   | Strom roste ve svažité zahradě za historickou zemědělskou usedlostí č. p. 4 na ulici Sušilova, nedaleko centra města Zábřeha.                                     |
| Kubíčkova lípa                                      |                                                                             | Zborov na Moravě 49°56′39″ s. š., 16°50′11″ v. d.                   | lípa srdčitá                                    | 450 | 100116 Q26783660 |                                                                   | V centru obce na soukromém pozemku u čp. 22 nad požární nádrží |
| Buk Mitrovský                                       |                                                                             | Žádlovice 49°45′8″ s. š., 16°54′14″ v. d.                           | buk lesní červenolistý                          | 432 | 105856 Q26790451 |                                                                   | V severozápadní části zámeckého parku využívané jako závodiště pro parkur                                                                                         |
| Dub Mitrovský                                       |                                                                             | Žádlovice 49°45′4″ s. š., 16°54′20″ v. d.                           | dub uherský                                     | 524 | 105855 Q26790448 |                                                                   | V severozápadní části zámeckého parku využívané jako závodiště pro parkur                                                                                         |
| Lípa ve Žlebu                                       |                                                                             | Žleb 50°6′38″ s. š., 16°54′30″ v. d.                                | lípa srdčitá                                    | 410 | 100115 Q26783656 |                                                                   | U křížku v polích poblíž zbořeniště |